# Francis Swaine
Francis Swaine, né en 1725 et mort en 1782, est un peintre anglais spécialiste de la peinture de marine.

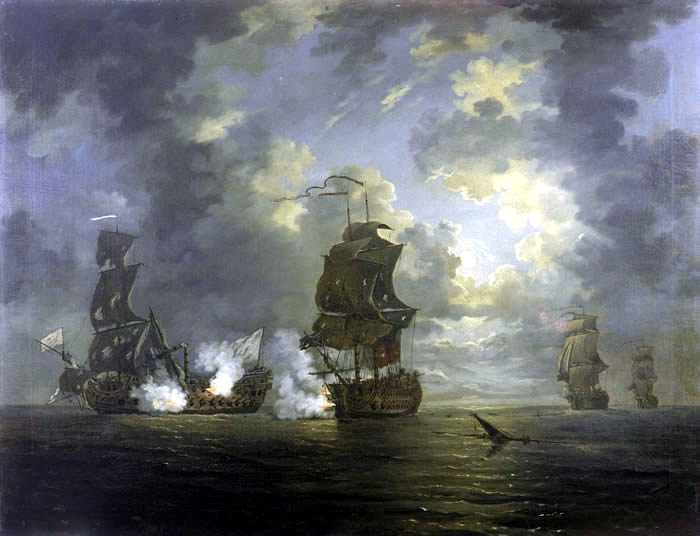
HMS Monmouth and Foudroyant, 1758.